# Beautiful (Jessica Mauboy)
Beautiful è il terzo album discografico in studio della cantante australiana Jessica Mauboy, pubblicato nel 2013.

## Il disco
Il disco è stato pubblicato nell'ottobre 2013 dalla Sony e contiene i singoli To the End of the Earth (luglio 2013), Pop a Bottle (Fill Me Up) (settembre 2013), Beautiful (novembre 2013) e Never Be the Same (marzo 2014).
Ha debuttato alla posizione numero 3 della classifica ARIA Charts.
Per promuovere il disco, la cantante ha intrapreso il To the End of the Earth Tour, che è partito nel novembre 2013.

## Tracce
1. Beautiful – 3:12
2. Kiss Me Hello – 3:06
3. Pop a Bottle (Fill Me Up) – 3:44
4. I Believe – 4:03
5. Never Be the Same – 3:52
6. In Love Again – 3:27
7. Honest – 3:47
8. I'll Be There – 3:54
9. Go (I Don't Need You) – 3:24
10. Heartbreak Party – 3:42
11. Barriers – 3:49
12. To the End of the Earth – 3:07
13. Kick Up Your Heels (feat. Pitbull) – 3:11